# Ciénaga de Zapata
Pour les articles homonymes, voir Ciénaga.
Ciénaga de Zapata est l'une des 14 municipalités de la province de Matanzas, à Cuba. Le siège municipal est situé à Playa Larga.
D'une surface de 4 162 km2 (ou 432 000 ha ?), c'est la plus grande municipalité du pays et celle où la densité de population est la plus basse, avec 2.2 habitants/km².
Une grande partie de la municipalité est incluse dans le marais de Zapata, la plus grande zone humide de l'espace des Caraïbes ; il chevauche deux provinces : province de Mayabeque et province de Matanzas, et est listé comme réserve de biosphère, site RAMSAR et parc national.

## Géographie

### Situation
Côté terre
La municipalité se trouve sur la côte sud de Cuba, au sud de la province de Matanzas. Son chef-lieu Playa Larga est à 174 km sud-est de La Havane et 113 km sud de sa capitale de province Matanzas.

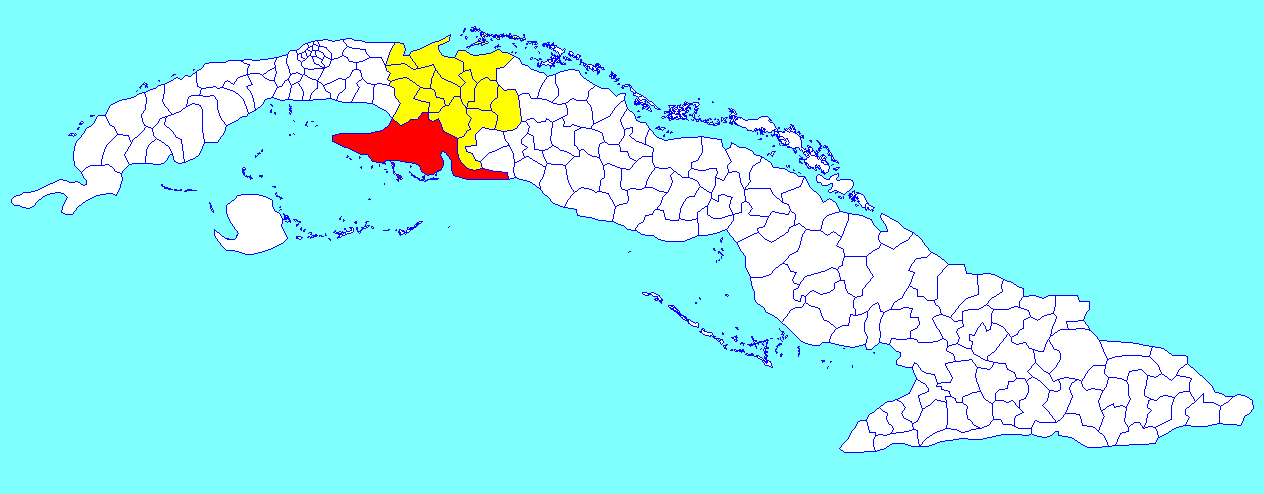
Municipalité de Ciénaga de Zapata dans la province de Cienfuegos

Côté mer
Sur sa côte on trouve, d'ouest en est : 
la côte sud de l'Ensenada de la Broa (en), une étendue d'eau qui s'ouvre sur le golfe de Batabanó - cette partie de la côte forme aussi la côte nord de la péninsule de Zapata, dont l'extrémité est la Punta Gorda ; 
la côte sud de la péninsule de Zapata (dont cayo Matahambre à l'entrée d'une petite baie, puis Punta Campanario et Punta de Cristobal) ; 
et plus à l'est la baie de Cazones (en) puis la baie des Cochons.
À partir de la Punta Campanario s'égrènent vers l'est une multitude de petites îles et îlots (cayos). Les cayos Blancos del Sur sont un ensemble de cayos à l'ouest de l'entrée de la baie des Cochons, formant une longue chaîne parallèle à la côte ; ils incluent cayo Rancho de Cándido, cayo Blanco del Sur et cayo El Calvario. Un autre ensemble plus à l'ouest inclut cayo Diego Pérez, cayo del Mácio, cayo Flamenco et de nombreux autres îlots. Ces deux ensembles entourent la baie de Cazones (en), aussi nommée "banc de Cazones" (banco de Cazones) pour la grande zone de hauts-fonds particulièrement visibles en vue satellite (photo de droite ci-dessous).

En mer face à la baie des Cochons se trouve le tout petit cayo Piedras : il se remarque particulièrement bien en vue satellite (photo au centre ci-dessous), car il est à la pointe d'un triangle apparaissant en bleu clair et s'ouvrant en éventail vers le nord-ouest et vers les cayos Blancos del Sul. Ce triangle marque une autre zone de hauts-fonds. La réserve de biosphère et le parc de Zapata incluent cette zone spéciale ; c'est le seul endroit où ces zones protégées s'avancent aussi loin en mer.

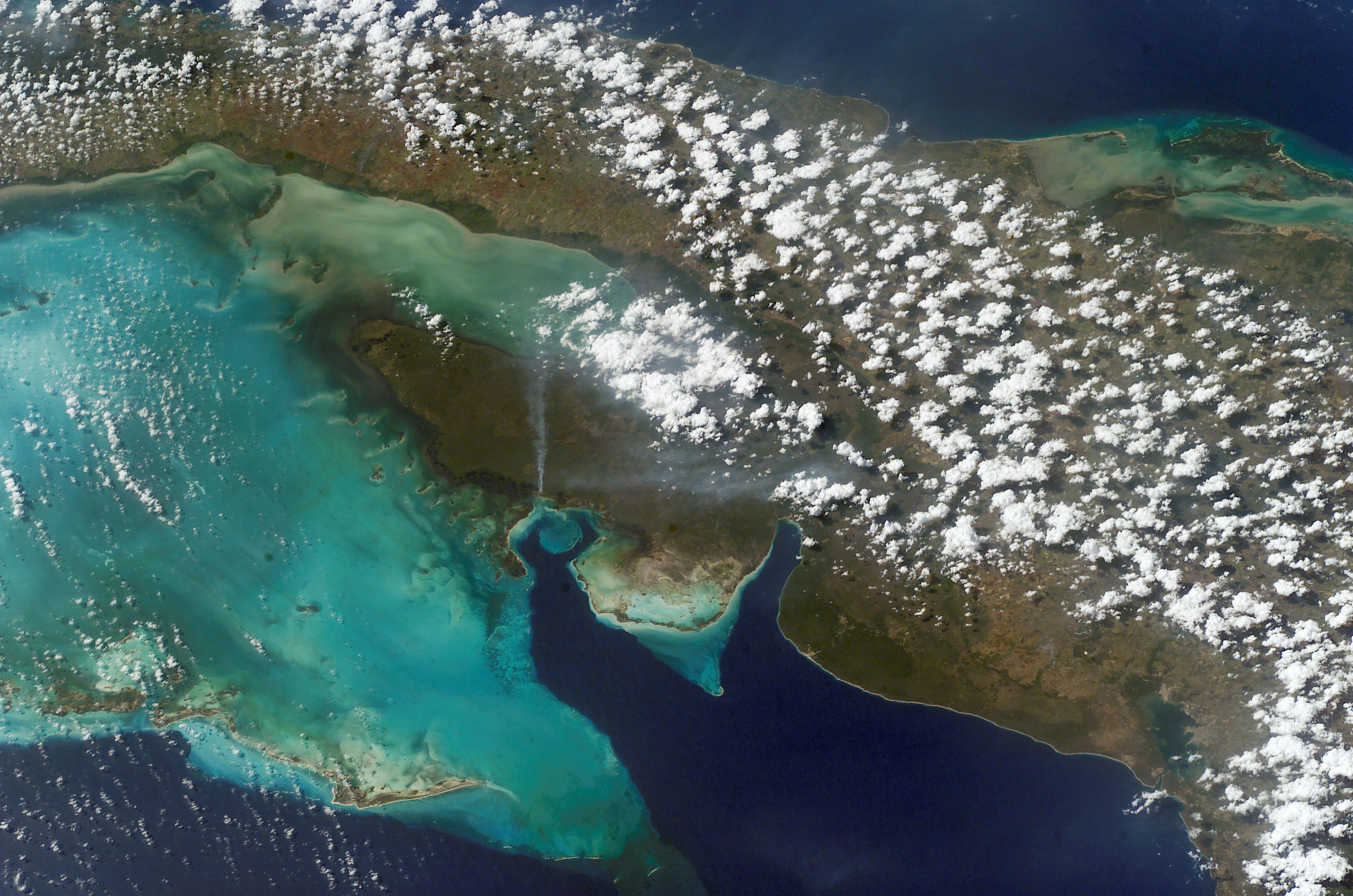
Péninsule de Zapata, Ensenada de la Broa (en) (bleu-jaune clair), golfe de Batabanó (bleu turquoise), baie de Cazones (en), baie des Cochons
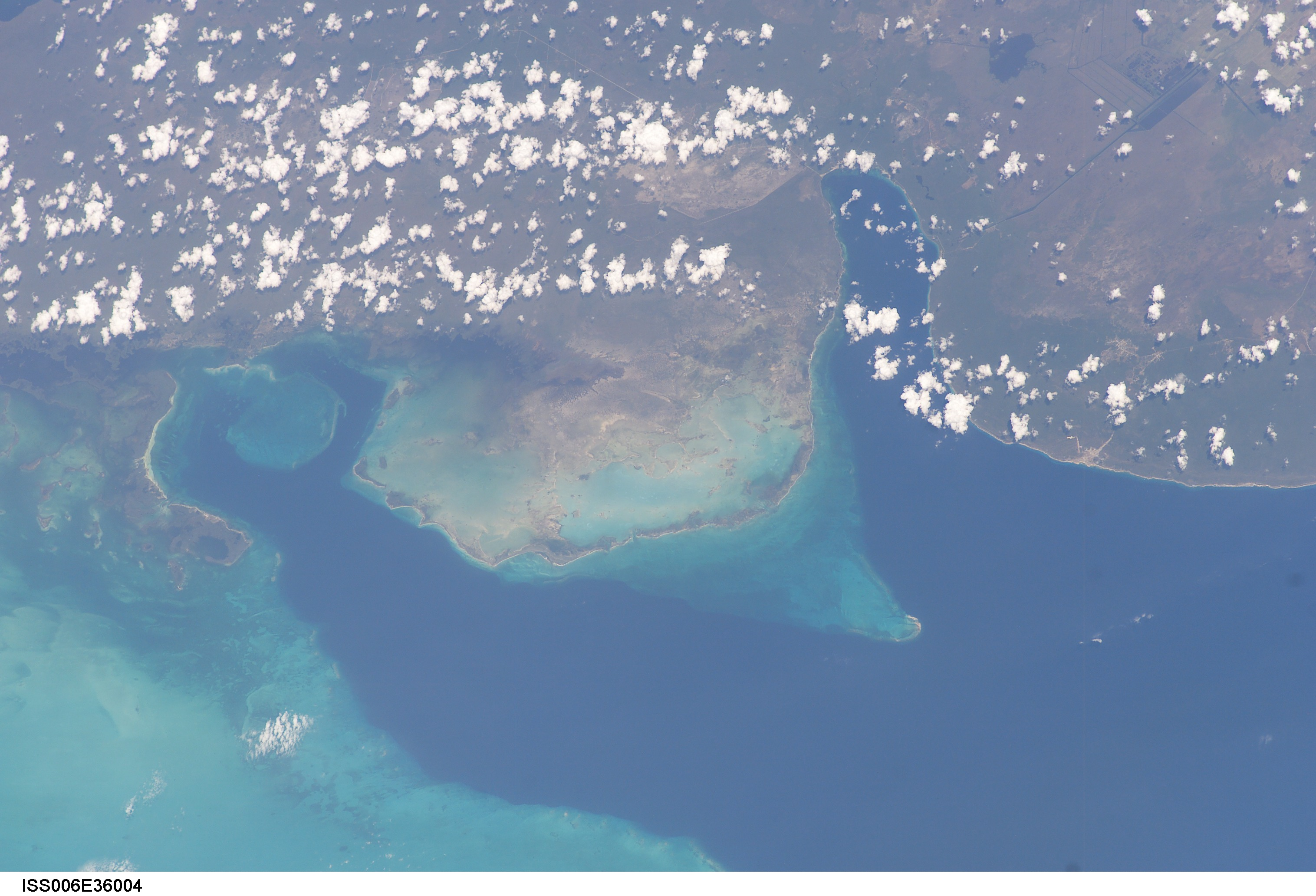
Baie de Cazones à l'ouest, baie des Cochons à l'est. Au centre : cayos Blancos del Sul et associés. Cayo Piedras à la pointe du triangle
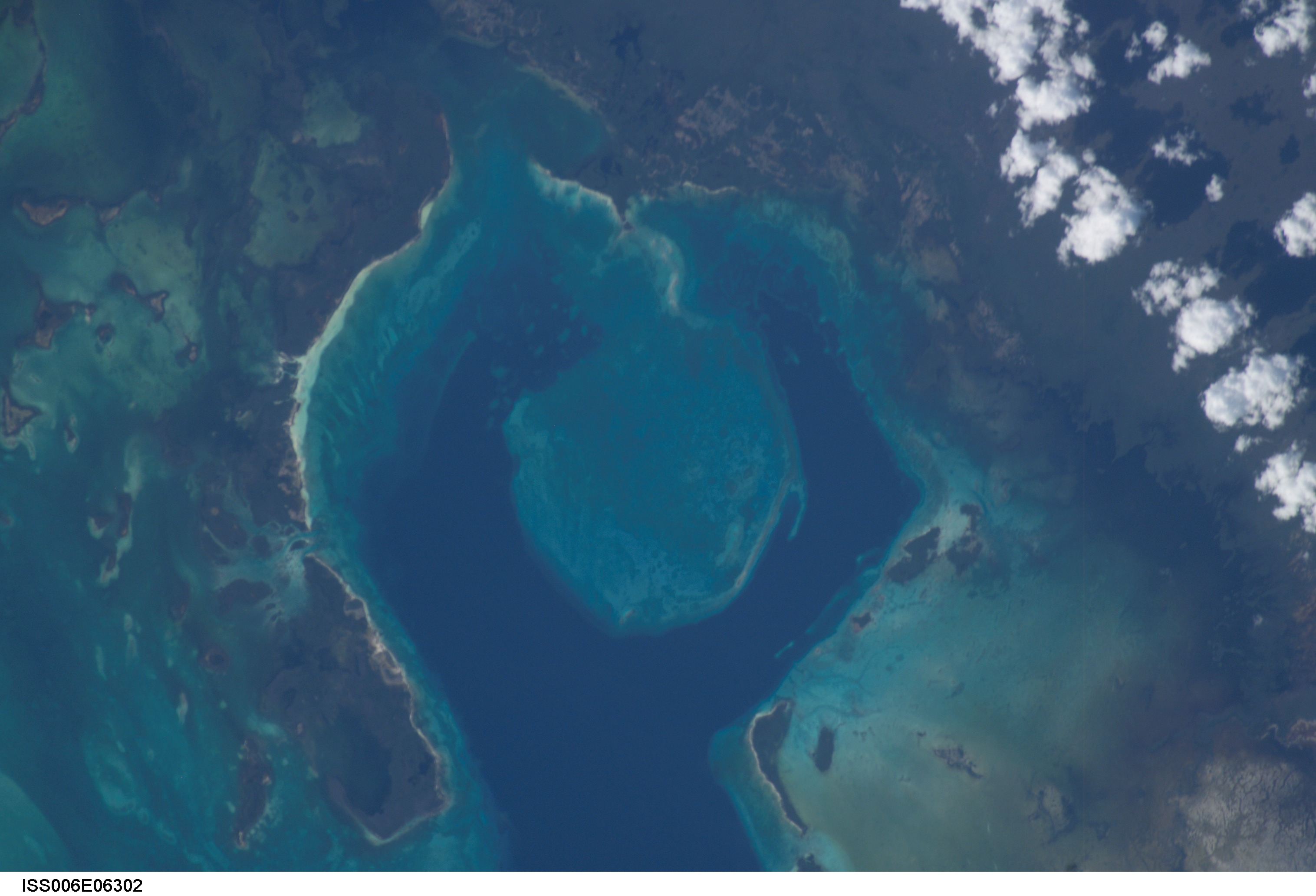
Baie de Cazones (en) avec cayo El Calvario sur son sud-est et cayo Diego Pérez sur son sud-ouest

### Divisions administratives
Malgré sa taille, Ciénaga de Zapata n'a que trois consejos populares : Playa Larga (chef-lieu de municipalié, sur la côte nord de la baie des Cochons - Bahia de Cochinos), Playa Girón (sur la côte à l'est de l'entrée de la baie des Cochons) et Cayo Ramona (à 11 km au nord de Playa Girón).

Playa Larga
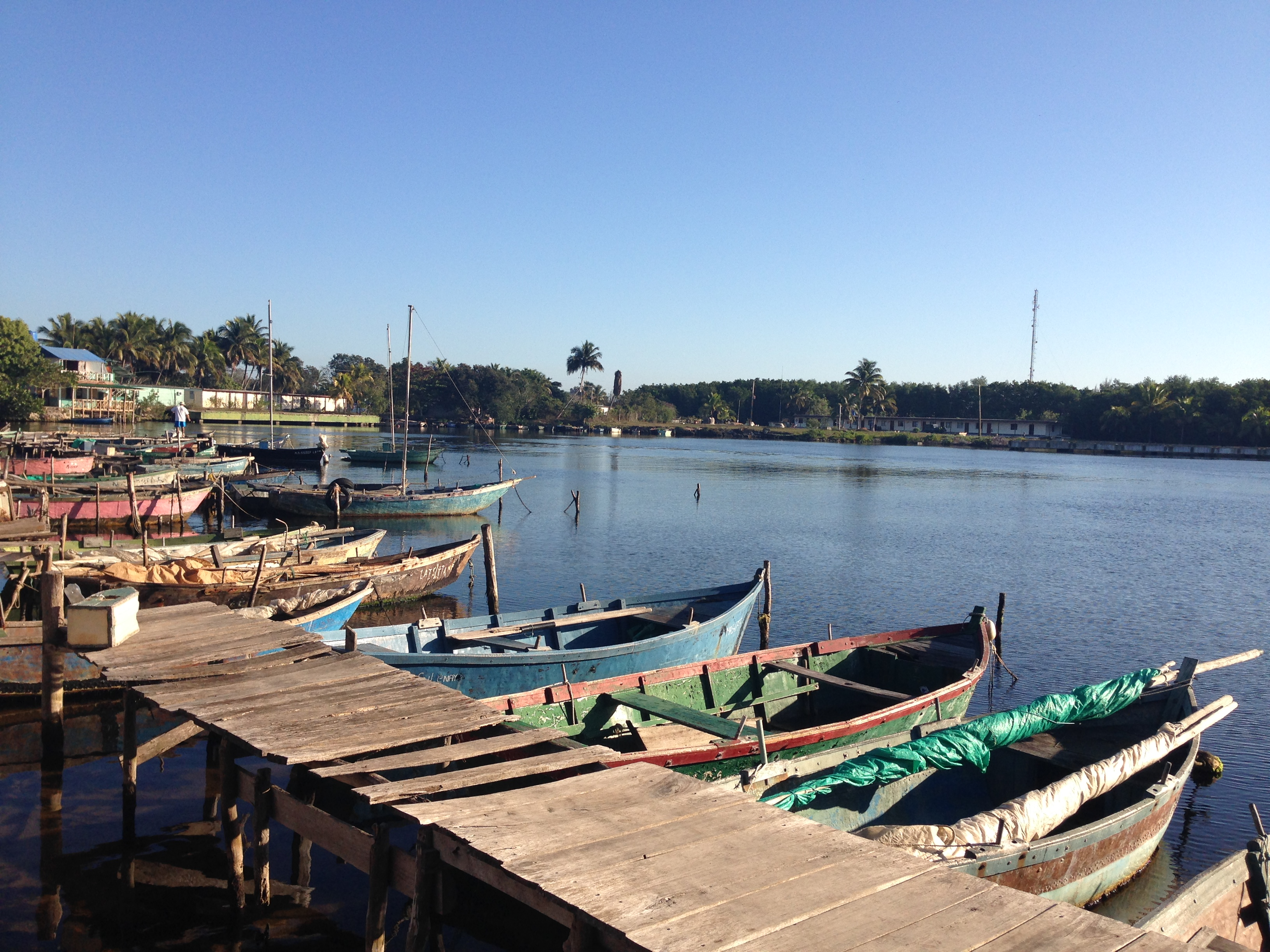
Amarrage de bateaux (2017)
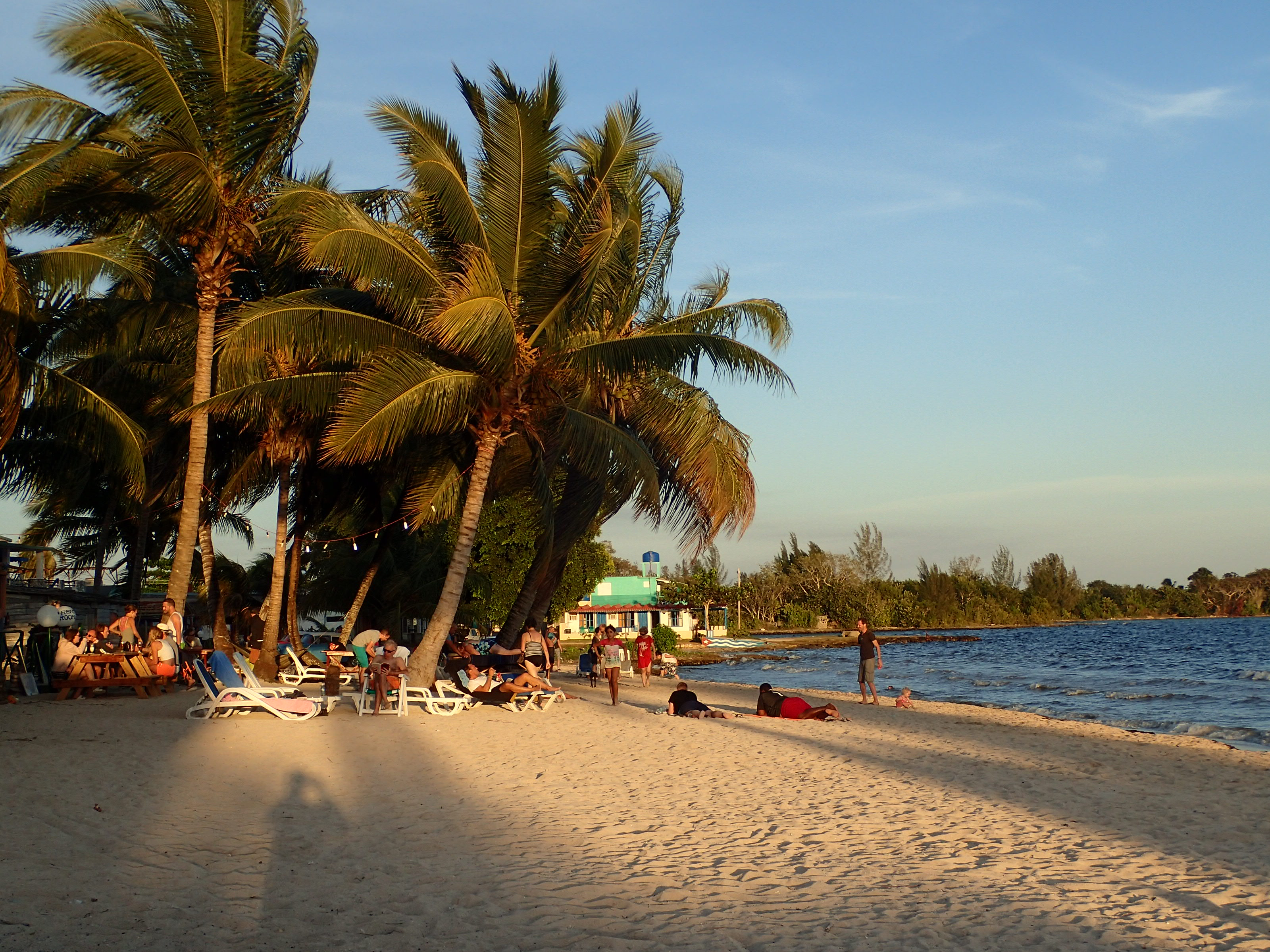
Plage
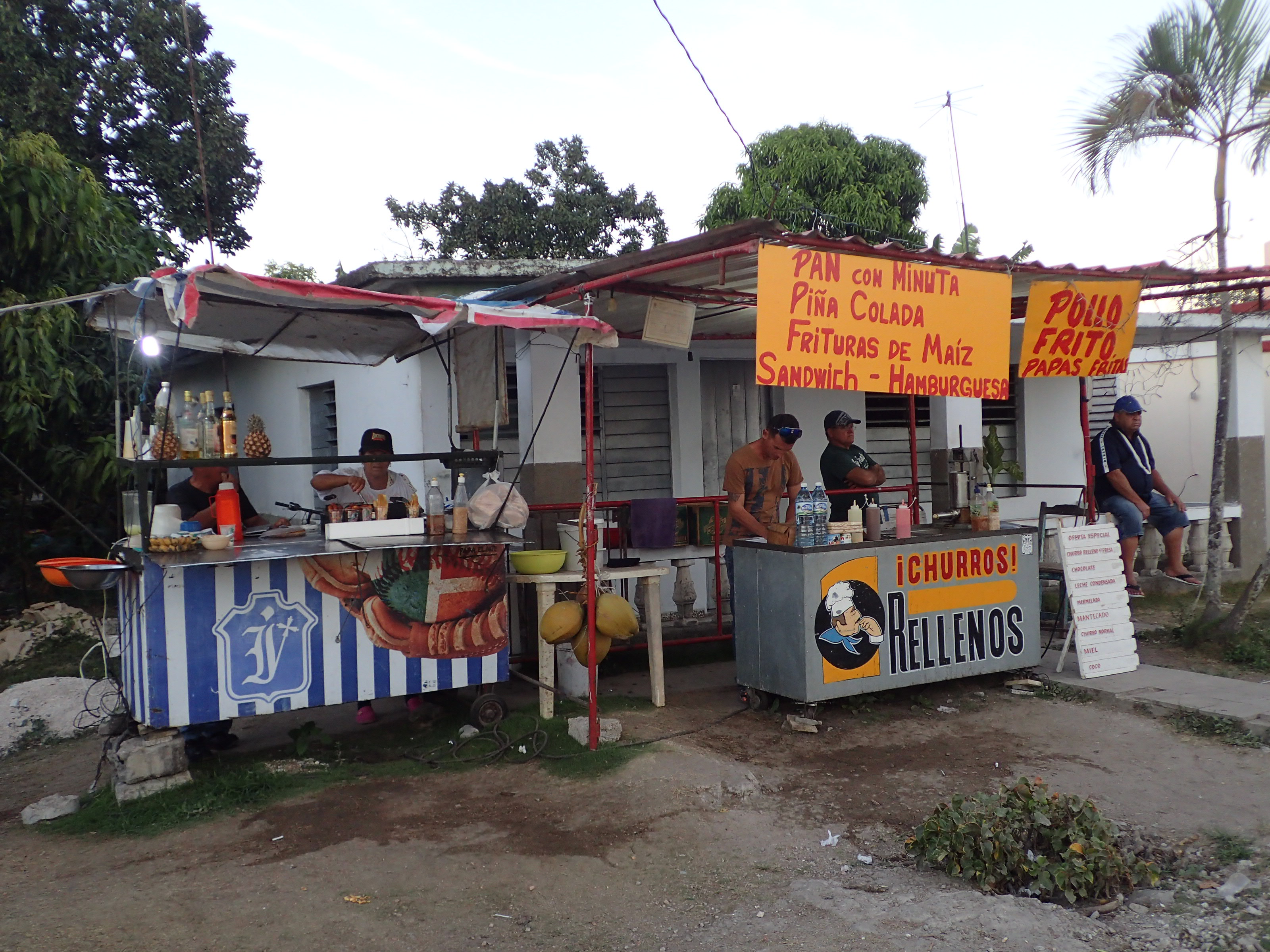
Sur la plage
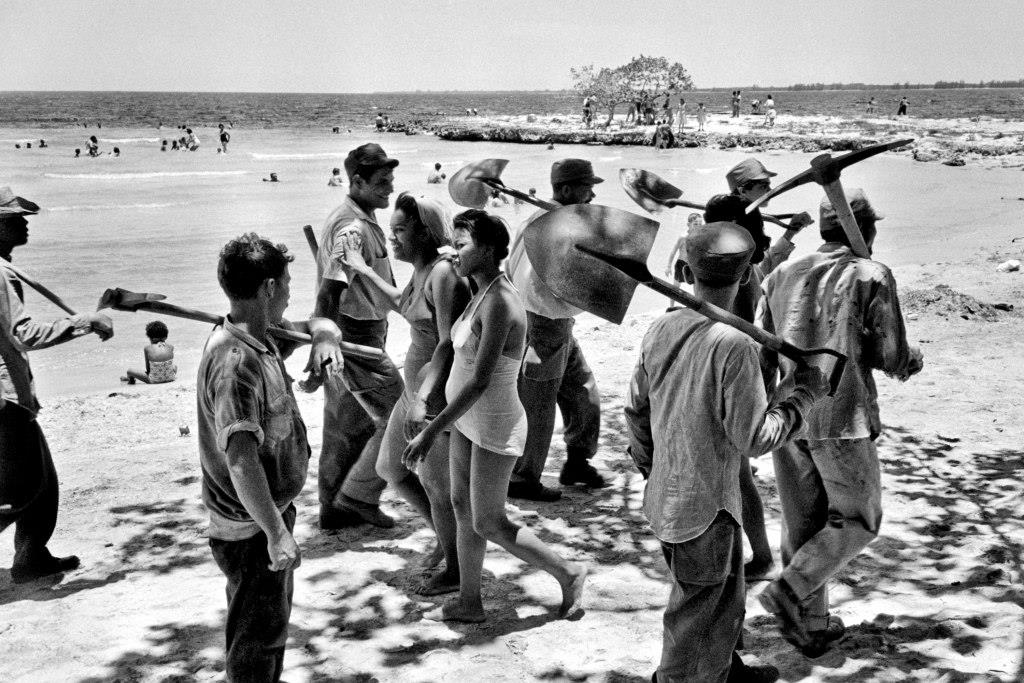
Playa Larga en 1962
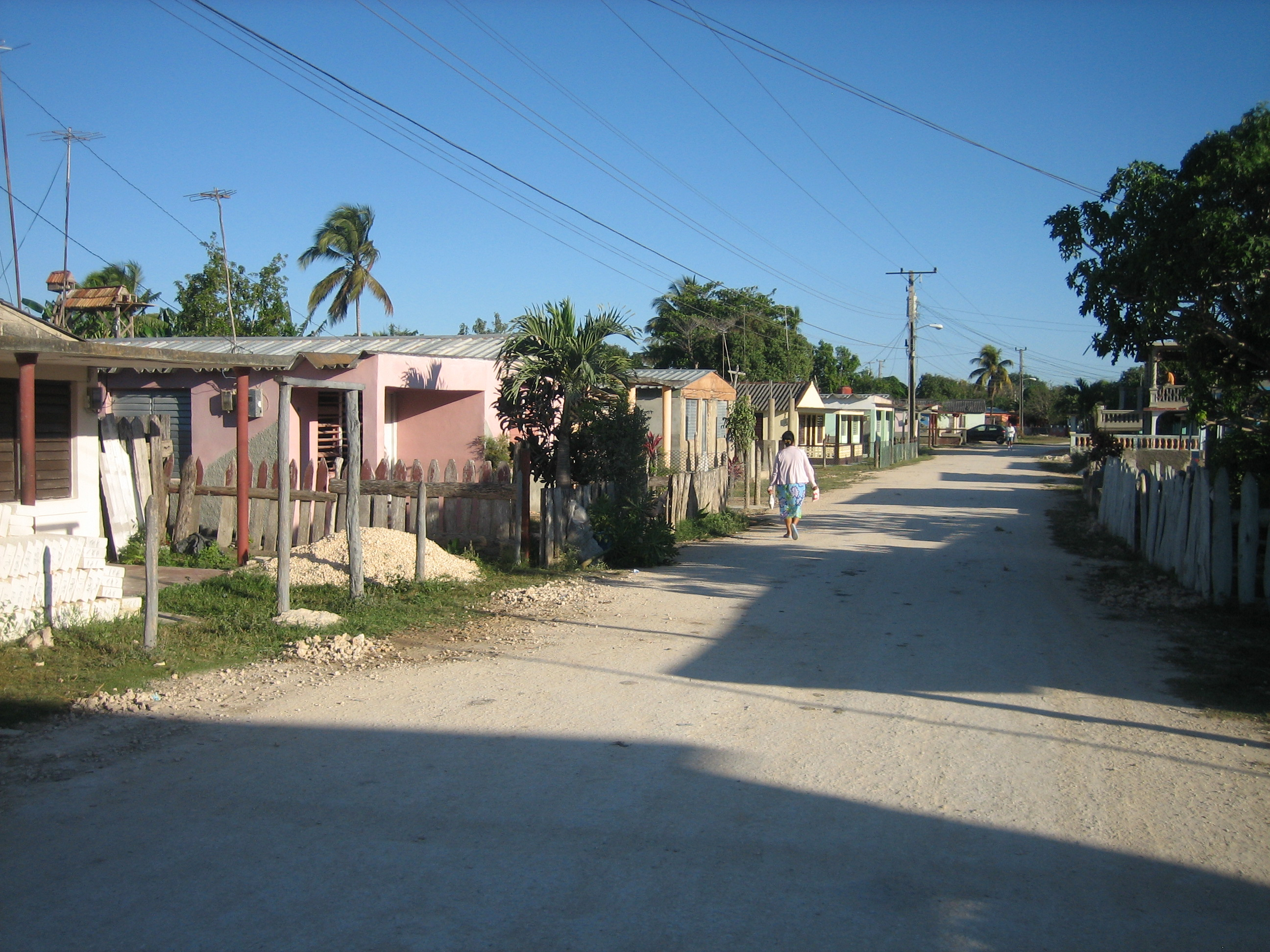
Une rue (2015)
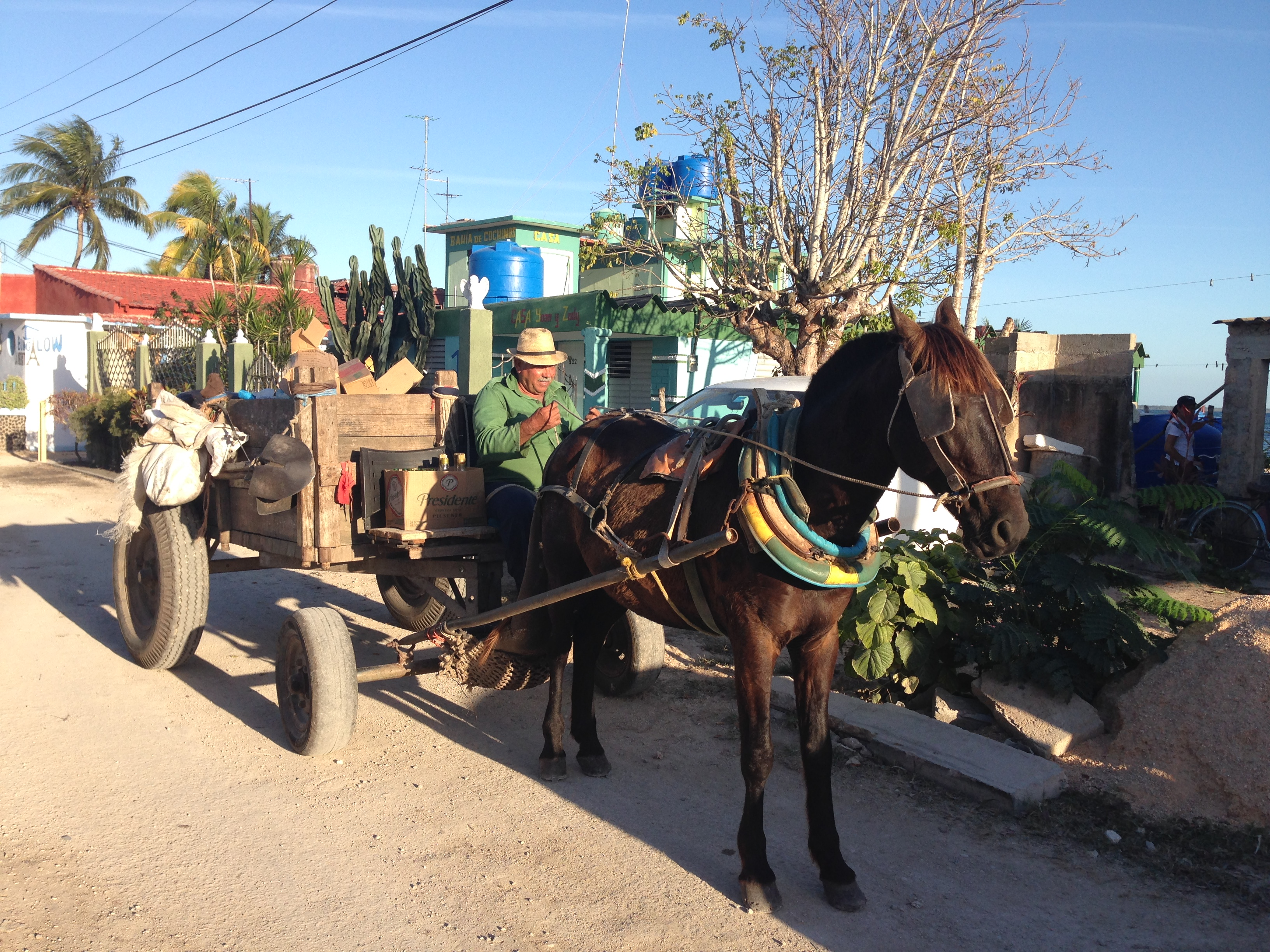
Transport

## Population
En 2012 la municipalité avait 9 163 habitants et en 2015 environ 9 500 habitants.

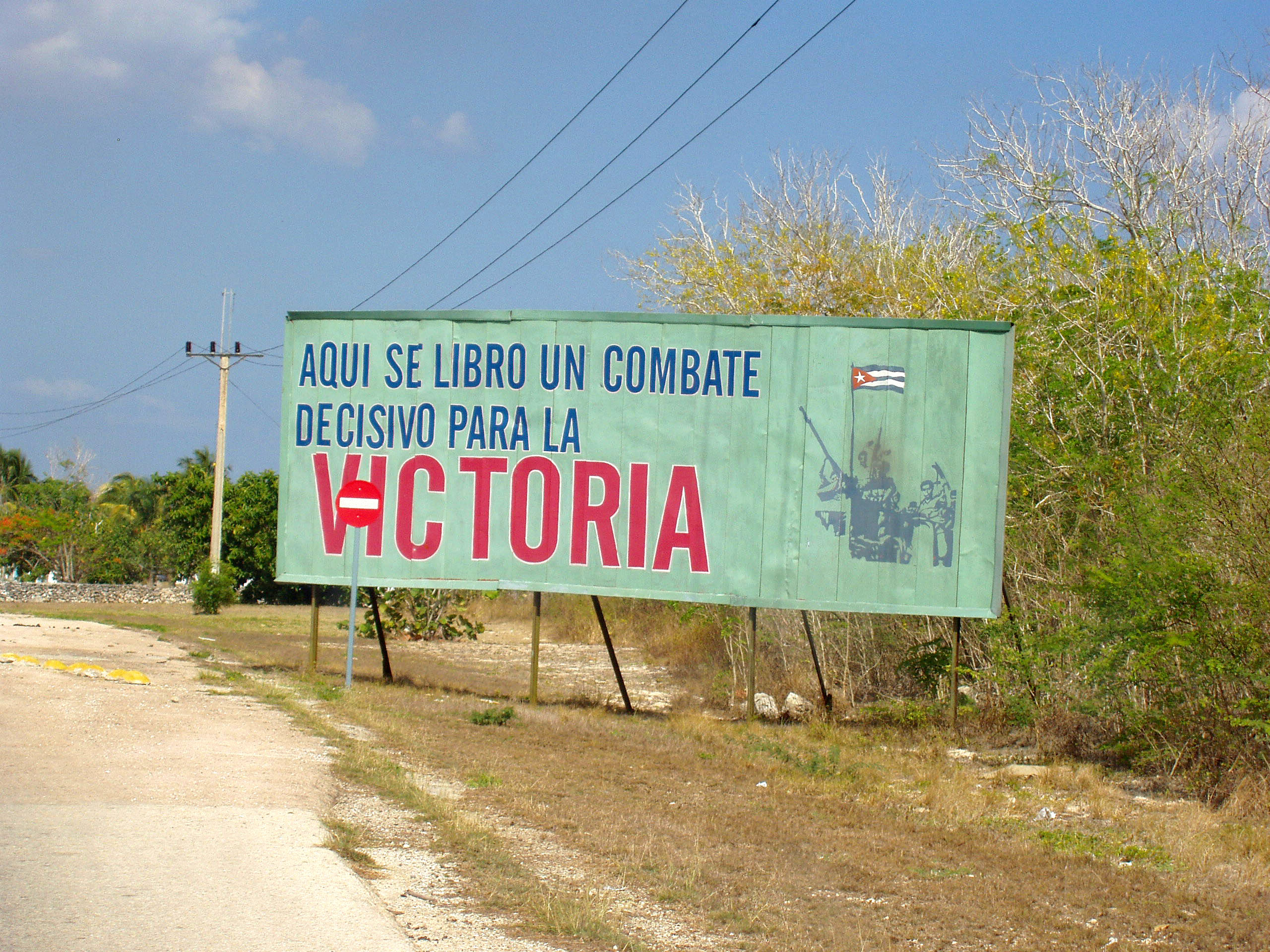
Panneau commémoratif à Playa Girón

## Histoire
Playa Girón et Playa Larga ont été en 1961 le théâtre du débarquement de la baie des Cochons.